# エドガル・エリサルデ
エドガル・ホエル・エリサルデ・フェレイラ（Edgar Joel Elizalde Ferreira, 2000年2月27日 - ）は、ウルグアイ・フロリダ県カスパ出身のサッカー選手。CAインデペンディエンテ所属。ポジションはDF。

## クラブ経歴
2014年にモンテビデオ・ワンダラーズFCのユースチームに入団。翌2015年からU-15のウルグアイ代表に招集されるなど、ユース世代で注目される存在となり、2017年シーズンに早くもトップチームに昇格。リーグ戦出場こそなかったものの、同年7月25日にデルフィーノ・ペスカーラ1936と契約。一方でACミランが、エリサルデの獲得に興味を示したとも報じられていた。
2017年10月28日のブレシア・カルチョ戦でプロデビュー。2019年8月にUSカタンザーロへのローン移籍が決まったものの、セリエCで3試合の出場に終わり、2020年1月にペスカーラに復帰した。2021年1月22日にSSユーヴェ・スタビアへ、同年8月6日にはCAペニャロールへローンに出された。
2022年7月7日、CAインデペンディエンテに移籍した。

## 代表歴
2017年にU-17のウルグアイ代表として南米U-17選手権に出場。2019年にはU-20代表で南米ユース選手権に出場し、3位入賞。2019 FIFA U-20ワールドカップ出場権を獲得。本大会ではグループリーグを3戦全勝で勝ち上がり、優勝候補に挙げられたものの、決勝トーナメント1回戦でエクアドルに敗れた。